# 62 Sagittarii
Désignations
62 Sagittarii (en abrégé 62 Sgr) est une étoile géante rouge et variable de la constellation du Sagittaire. Elle porte également la désignation de Bayer de c Sagittarii et la désignation d'étoile variable de V3872 Sagittarii, 62 Sagittarii étant quant à elle sa désignation de Flamsteed. L'étoile forme le coin sud-est de l'astérisme de Terebellum.
62 Sagittarii est visible à l'œil nu avec une magnitude apparente qui varie entre 4,45 et 4,64, et lorsqu'elle est à son maximum, elle est la plus brillante des quatre étoiles de Terebellum. L'étoile présente une parallaxe de 7,27 millisecondes d'arc telle que mesurée par le satellite Hipparcos, ce qui permet d'en déduire qu'elle est distante d'environ ∼ 450 a.l. (∼ 138 pc) de la Terre. Elle s'éloigne du système solaire à une vitesse radialede +10 km/s.
62 Sagittarii est une étoile géante rouge de type spectral M4,5III, ce qui signifie qu'elle a épuisé les réserves d'hydrogène qui étaient contenues dans son noyau, à la suite de quoi elle s'est étendue et refroidie. Son rayon est ainsi devenu 72 fois plus grand que celui du Soleil. Sa luminosité est 1 100 fois supérieure à la luminosité solaire et sa température de surface est de 3 915 K.
62 Sagittarii est une étoile variable irrégulière à longue période qui présente plusieurs périodes de pulsations différentes : 
| Période (jours)  | 24,0  | 30,4  | 31,3  | 42,8  | 50,5  | 234,7 |
| Amplitude (mag.) | 0,027 | 0,019 | 0,043 | 0,042 | 0,022 | 0,018 |